# Ann Knapp
Pour les articles homonymes, voir Knapp.
Ann Knapp, née Grande le 19 décembre 1968 à San Diego, est une coureuse cycliste américaine spécialiste de cyclo-cross.

## Palmarès en cyclo-cross
- 1998-1999
  - Chicago
  - 2e du championnat des États-Unis de cyclo-cross
- 1999-2000
  - Seattle
  - Chicago
  - Boston
  - New-York
  - 2e du championnat des États-Unis de cyclo-cross
- 2000-2001
  - Wilmington
  - Boston
  - 2e du championnat des États-Unis de cyclo-cross
  - 4e du championnat du monde de cyclo-cross
- 2001-2002
  - Chicago
  - 5e du championnat du monde de cyclo-cross
- 2002-2003
  -  Championne des États-Unis de cyclo-cross
  - 10e du championnat du monde de cyclo-cross
- 2003-2004
  - Redmond
  - 4e du championnat du monde de cyclo-cross
- 2004-2005
  - Portland
  - Gloucester
  - Beacon
  - Highland Park
  - Grand Prix des États-Unis
  - Cannondale stumptown classique
  - 3e du championnat des États-Unis de cyclo-cross
  - 7e du championnat du monde de cyclo-cross
- 2005-2006
  - 2e du championnat des États-Unis de cyclo-cross
  - 9e du championnat du monde de cyclo-cross